# Saale di Franconia

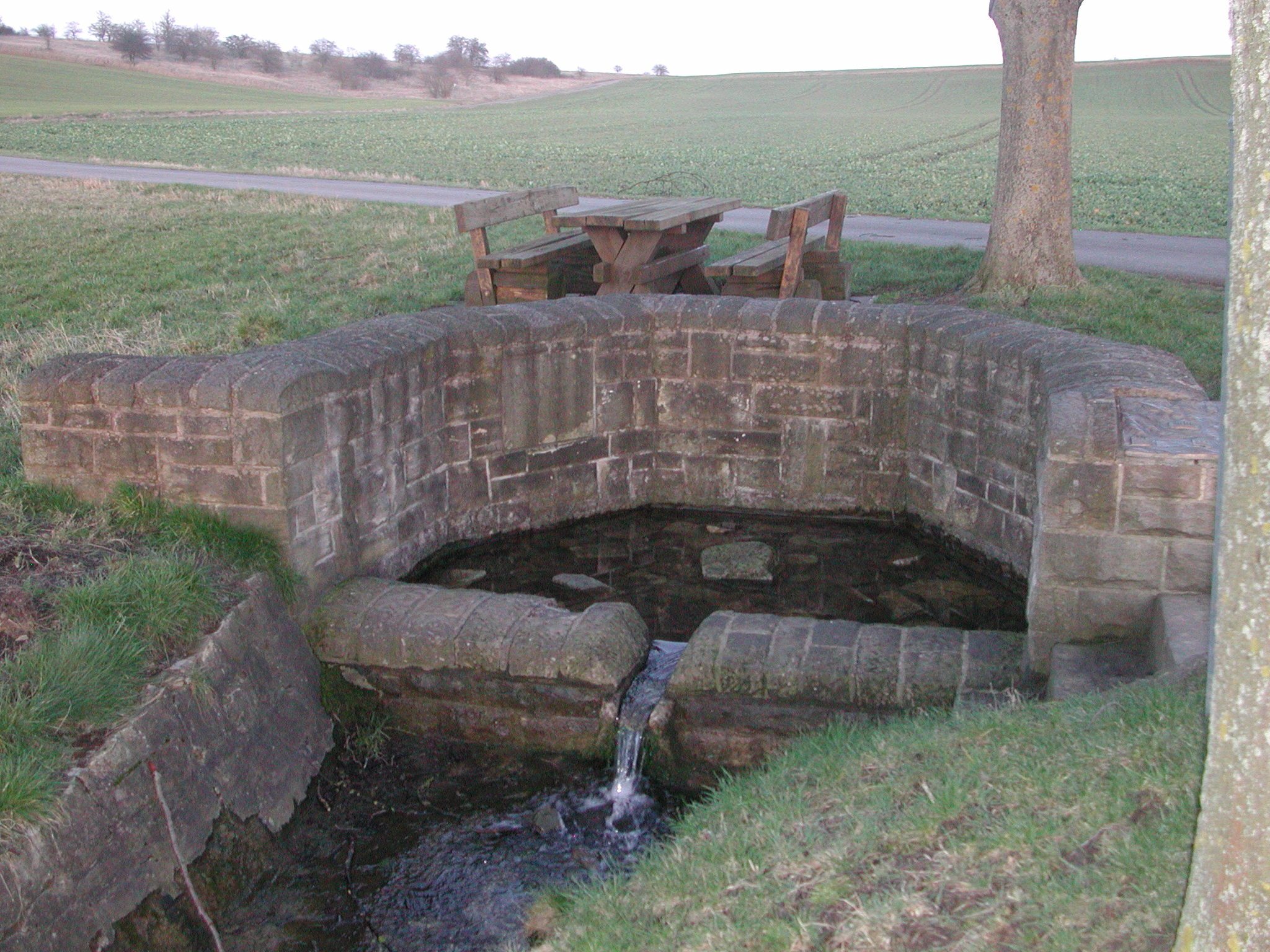
Origine presso Alsleben

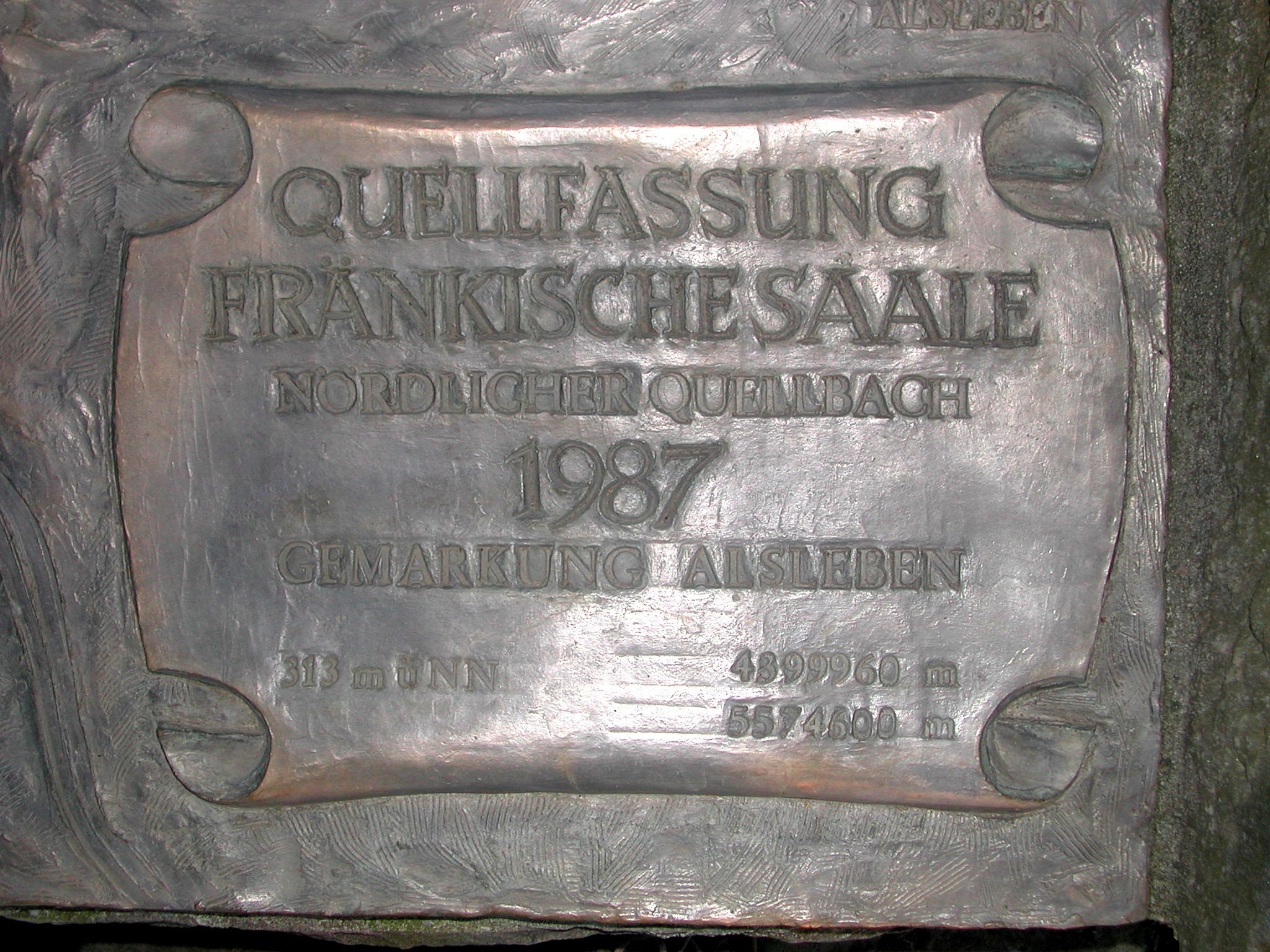
Targa in bronzo alla fonte del corso d'acqua originale nord

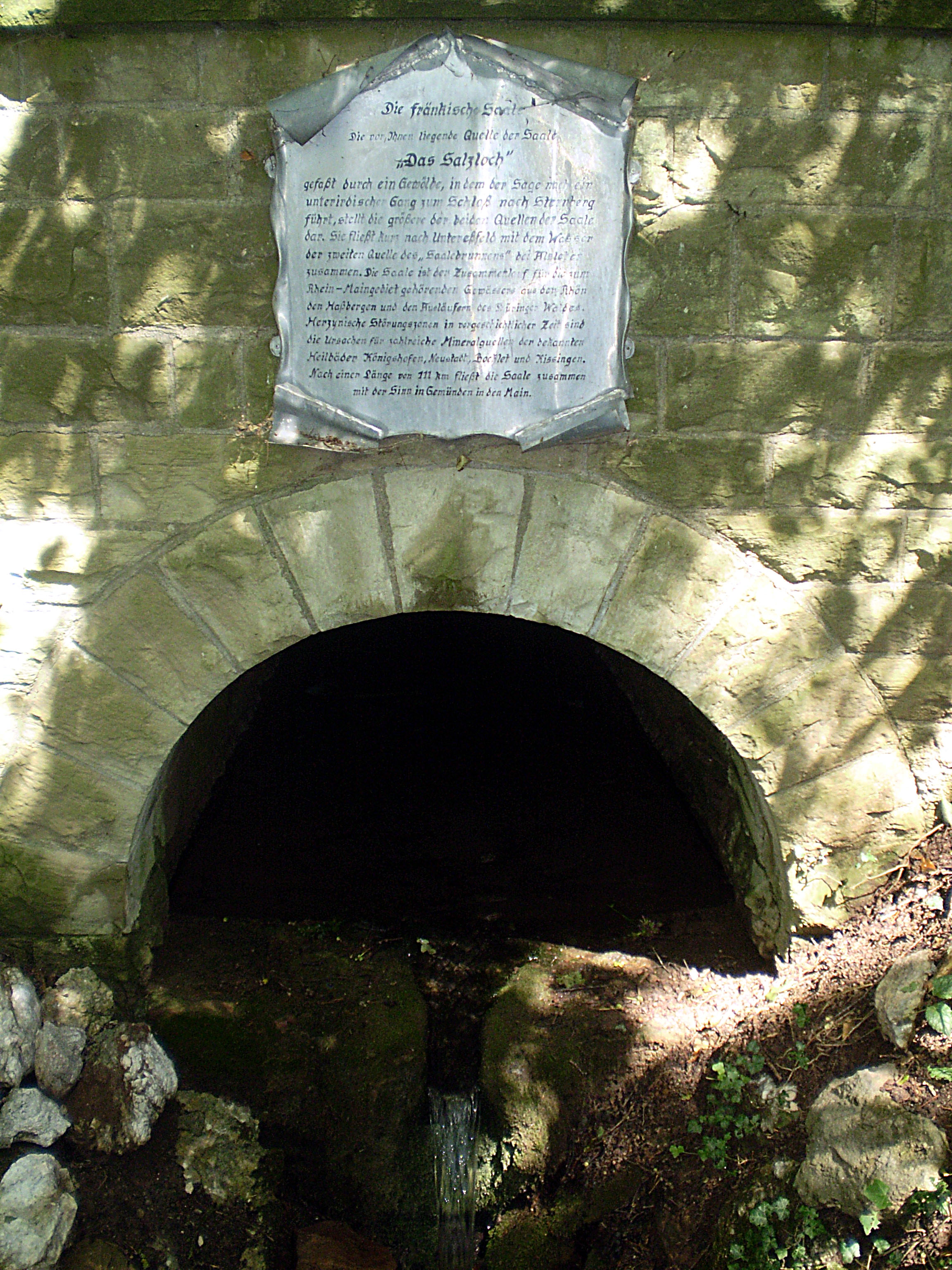
Origine presso Obereßfeld

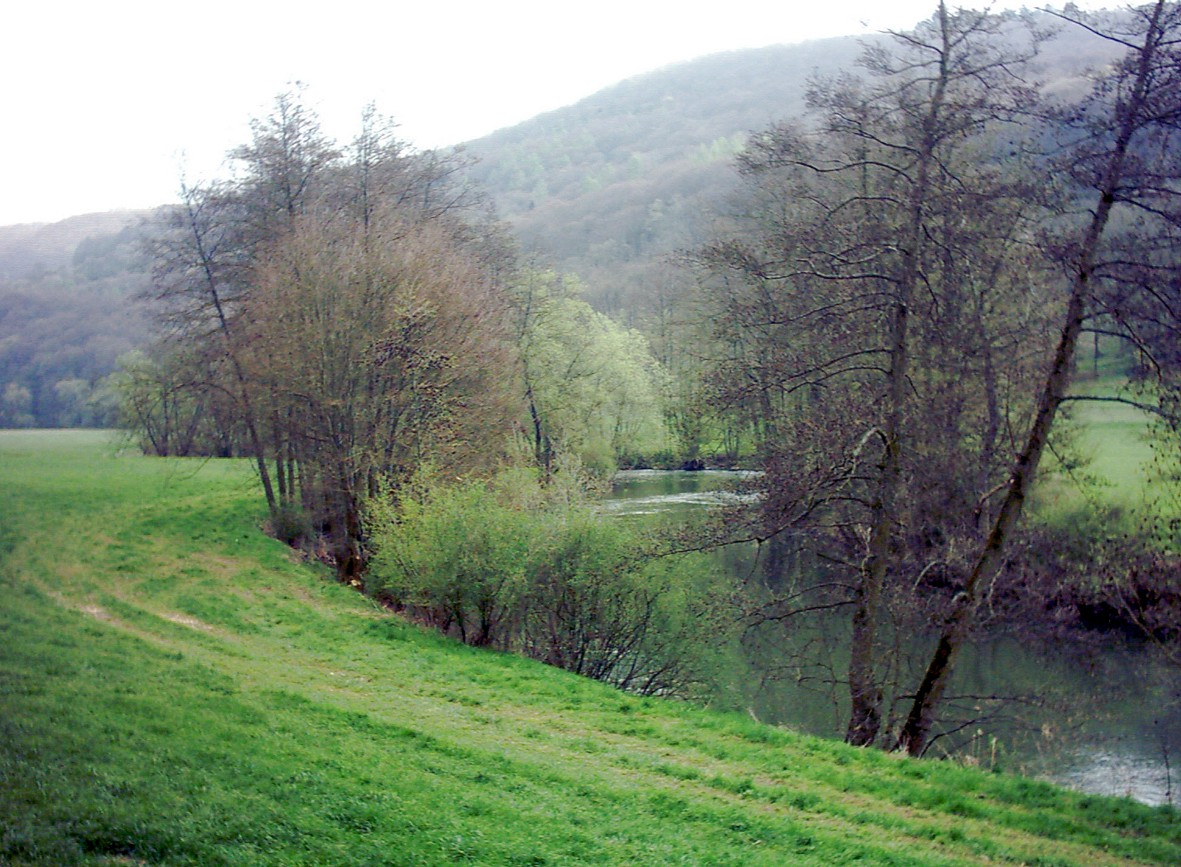
La Saale di Franconia a Morlesau

La Saale di Franconia (in tedesco Fränkische Saale), è un fiume tedesco, affluente del Meno, che scorre interamente in Baviera, prevalentemente nella Franconia. Lungo 139 km, nasce da due corsi d'acqua presso Bad Königshofen im Grabfeld e sfocia nel Meno presso Gemünden am Main in Bassa Franconia.

## Corso

### Origini
Uno dei due corsi d'acqua che lo generano, quello settentrionale, nasce presso Saalbrunnen, 1,7 km da Alsleben (frazione del comune di Trappstadt), sulla via per Gompertshausen. La sua sorgente, riempita di arenaria fin dal 1940, venne ristrutturata nel 1973 e nel 1985 assunse l'aspetto attuale. Una tavola in bronzo dell'artista Erich Husemann, di Trappstadt, indica l'importanza della Saale di Franconia.
Pochi chilometri a sud sorge il secondo ramo originario del fiume, il Salzloch, nei pressi di Heckenmühle bei Oberessfeld, frazione del comune di Sulzdorf an der Lederhecke. Fino alla sua confluenza con il ramo originario settentrionale, viene anche denominato Saalegraben e Dagigbach.

### Corso vero e proprio
Dalla confluenza dei due rami iniziali, il fiume scorre per lo più verso sud, lungo il margine sud orientale del Rhön, passando per Bad Neustadt, Bad Bocklet,  Bad Kissingen, Hammelburg e Gräfendorf, dove riceve alla destra orografica le acque della Schondra; presso Gemünden accoglie le acque del suo principale affluente, la Sinn, prima di sfociare egli stesso nel Meno.

## Storia
La Saale di Franconia venne citata la prima volta nel 777 con i nomi di Sala o Salau in un testo originale di Fulda.

### Navigabilità
Fino al XIV secolo la Saale di Franconia ed i suoi affluenti trasportavano molta più acqua di oggi. Ciò era dovuto al fatto che le alture del loro bacino, Rhön e Grabfeld, erano molto più ricchi di boschi di latifoglie e le precipitazioni erano più copiose.
La normale portata d'acqua raggiungeva i livelli delle attuali, normali piene, cosicché le rive del fiume erano umide come paludi. Fino all'alzaia i prati sulle rive della Saale erano appena praticabili ed era impossibile a mezzi di trasporto ed a cavalieri con armature muoversi al di fuori di determinate vie, tracciate e solide. Un'aggravante di questo era che il fiume non poteva essere attraversato in un punto a piacere ed i ponti e i guadi erano pochi e lontani fra loro. Che già dal 790 la Saale potesse essere navigata, lo dimostra un'osservazione di Eginardo nei suoi Annali, risalente a quell'anno, come lo storico di Carlo Magno annota:
(Eginardo, Annales Regni Francorum)
Carlo Magno già nel 777 aveva creato la sua sede francona ad Hammelburg e lasciato i suoi beni del luogo in eredità all'abbazia di Fulda, alla quale era possibile impedire al guado di Hammelburg la navigazione fra la parte superiore e quella inferiore della città e/o istituirvi un punto di esazione di diritti doganali.

### La navigazione oggi
Dal 1878 navigano sulla Saale anche imbarcazioni a vapore. La Saaleschifffahrt GmbH possiede ancor oggi due imbarcazioni, dette dialettalmente Dampferle, che tutti i giorni a Bad Kissingen, ogni 40 minuti dal lunedì al venerdì e ogni 20 il sabato e la domenica, viaggiano fra il Rosengarten e le Saline. I nomi delle imbarcazioni, oggi mosse da motori diesel,  sono la Kissingen (costruita nel 1926) e la Saline (costruita nel 1964).

### I ponti sulla Saale
Fino alla costruzione del ponte sul fiume nel 1121, l'attraversamento del medesimo fino alle porte di Hammelburg poteva essere effettuato solo con il guado. La città ben fortificata nel territorio dell'abbazia di Fulda controllava un'importante via per l'Italia, Augusta, la Svevia, Würzburg verso Kassel, così come verso i Paesi Bassi e verso i porti del mare del Nord. Alla metà del ponte a cinque arcate vi è come avamposto una torre muraria. Un altro baluardo, il castello di Saalek, che si eléva sulla riva sinistra del fiume, ed appartenente anch'esso alla città di Hammelburg, proteggeva la città da sud.
I tentativi di Hermann I von Lobdeburg, vescovo di Würzburg, d'impadronirsi di Saalek, della città e dei suoi ponti, esperiti negli anni dal 1224 al 1265, non ebbero successo, così come non riuscirono al suo successore. Queste controversie si conclusero ben due secoli dopo su ordine dell'imperatore Massimiliano I ed infine con la decisione della Corte della Camera Imperiale del 1552, che fu favorevole all'abbazia di Fulda. La regolamentazione rimase in vigore fino all'annessione di Hammelburg al regno di Baviera, avvenuta nel 1816. Dopo di che la torre venne smantellata.
Nel 1945, al termine della seconda guerra mondiale, i militari del Genio tedesco, fecero saltare il ponte. I danni interruppero sì il traffico, ma non furono poi così gravi, che il ponte non potesse più essere ricostruito. Ciò che ne rimase tuttavia venne rimosso e nel 1952 fu costruito un altro ponte in cemento armato.

## Piene
Particolarmente colpite da inondazioni dovute alle piene del fiume sono Bad Kissingen, Westheim, Diebach, Gräfendorf, Wolfsmünster e Gemünden, come dimostrano i segni dei livelli raggiunti dall'acqua sugli edifici storici. Bad Kissingen in particolare subisce non raramente le piene anche più volte in un anno. Tuttavia nei centri storici sono state prese misure contro le esondazioni del fiume mediante la costruzione di sbarramenti e bacini di esondazione.

## Fauna
Nelle acque della Saale di Franconia si trovano anguille, cavedani, idi, temoli, trote fario, cobiti barbatello, barbi, abramidi comuni (o breme), sanguinerole, persici reali, gobioni, leucischi, lucci, acerine, scazzoni, nasi, rutili, scardole, bottatrici, carpe e sporadicamente Signal crayfish, una specie nordamericana di gambero di fiume, importata in Europa nel 1960.

## Affluenti

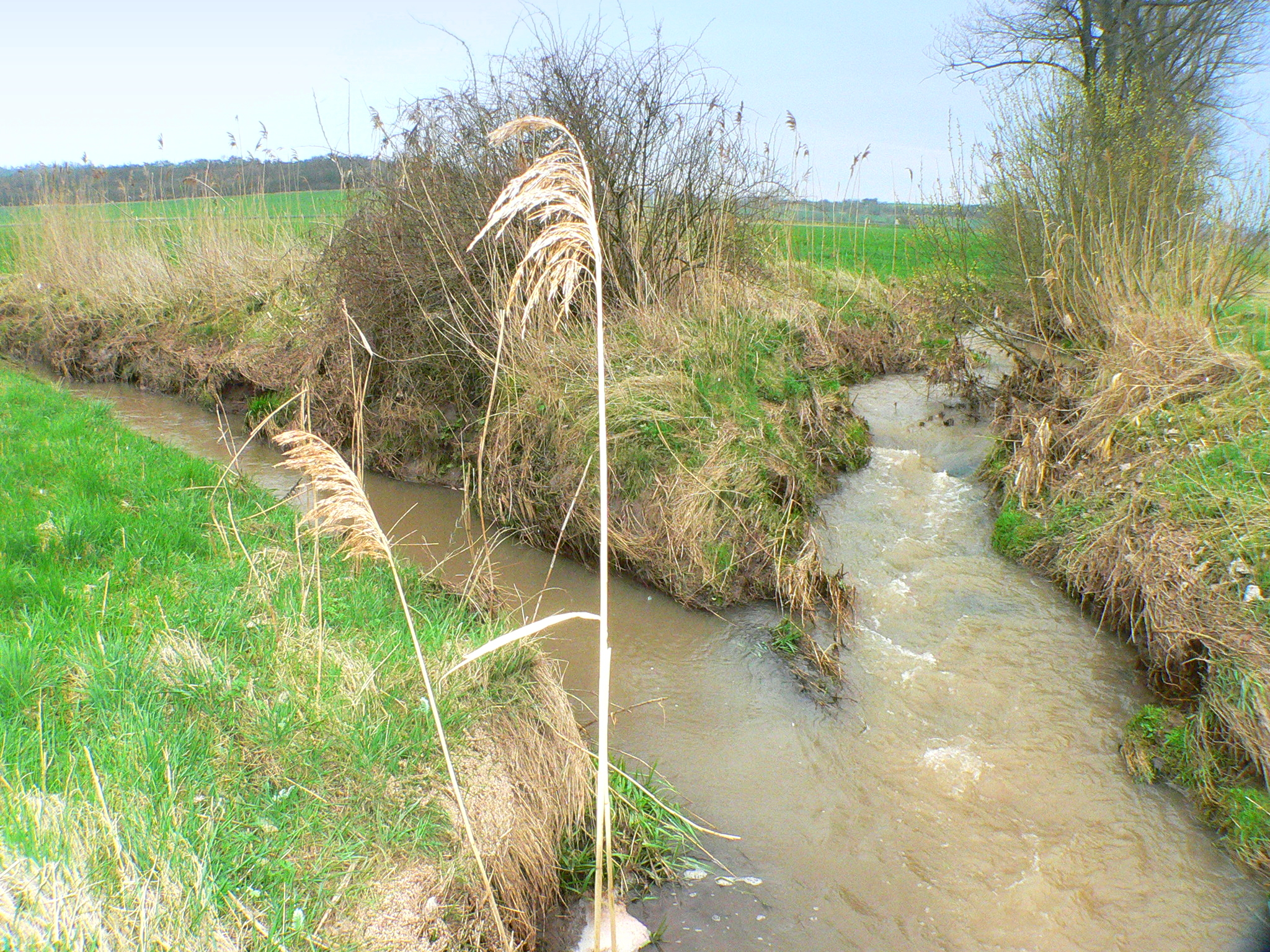
Confluenza dei due rami di sorgente a Untereßfeld

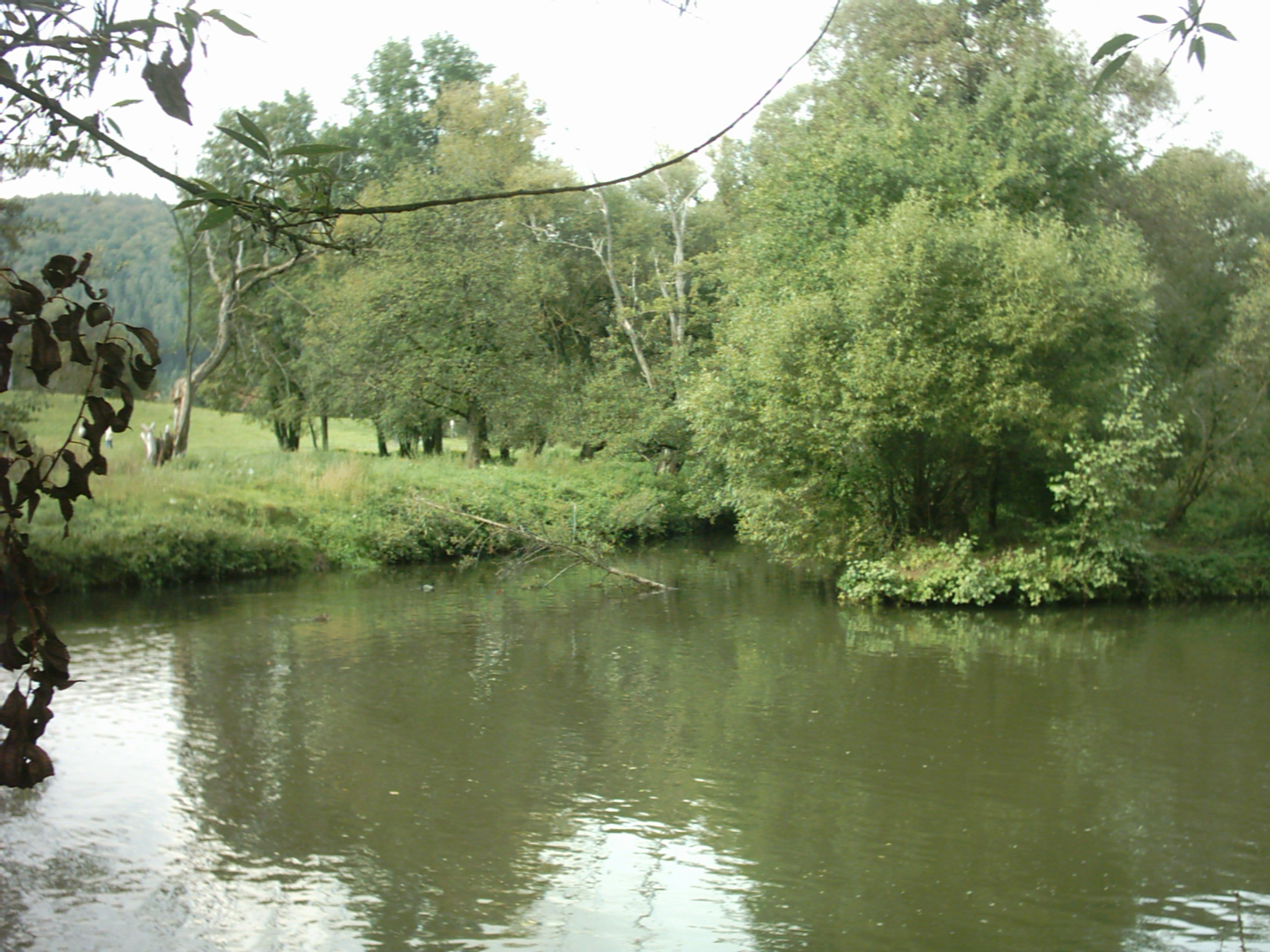
Sfocio della Sinn nella Saale di Franconia

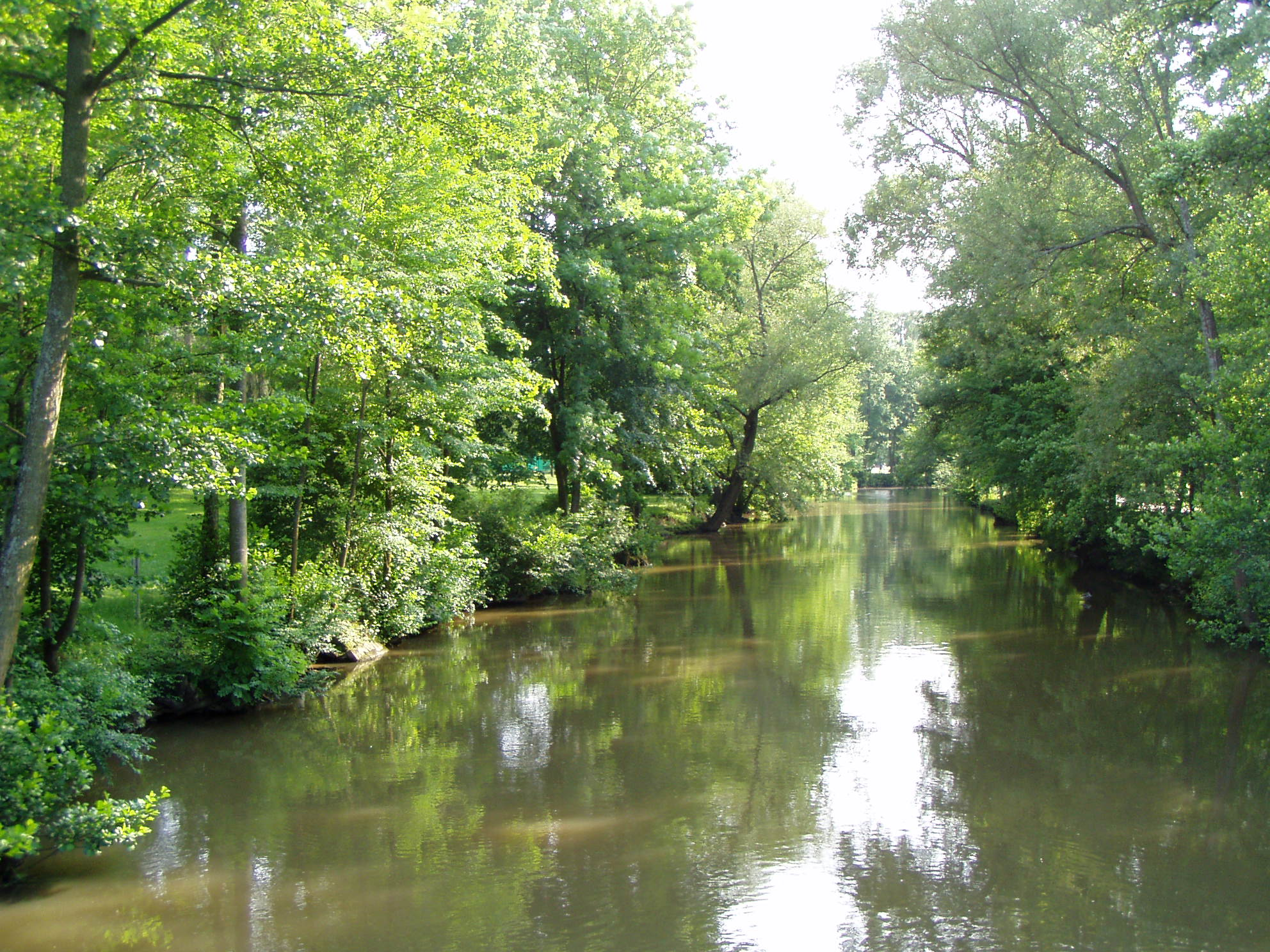
Saale di Franconia a Bad Kissingen (Kurpark)

Dopo la confluenza dei due rami di sorgente a Untereßfeld, confluiscono nella Saale di Franconia:
alla destra orografica:
- il Krummengraben a Bad Königshofen
- la Milz a Saal an der Saale
- la Streu a Heustreu
- la Brend in Bad Neustadt
- la Premich fra Steinach e Roth an der Saale
- la Aschach ad Aschach
- la Thulba a Hammelburg
- la Schondra in Gräfendorf
- la Sinn in Gemünden

alla sinistra orografica:
- la Barget a Kleineibstadt
- la Lauer a Niederlauer

## Comuni bagnati dalla Saale di Franconia
- Bad Bocklet
- Bad Kissingen
- Bad Königshofen
- Bad Neustadt
- Elfershausen
- Euerdorf
- Gräfendorf
- Gemünden am Main
- Großeibstadt
- Hammelburg
- Hollstadt
- Niederlauer
- Saal an der Saale
- Wülfershausen an der Saale

## Fortezze e castelli nella valle della Saale di Franconia

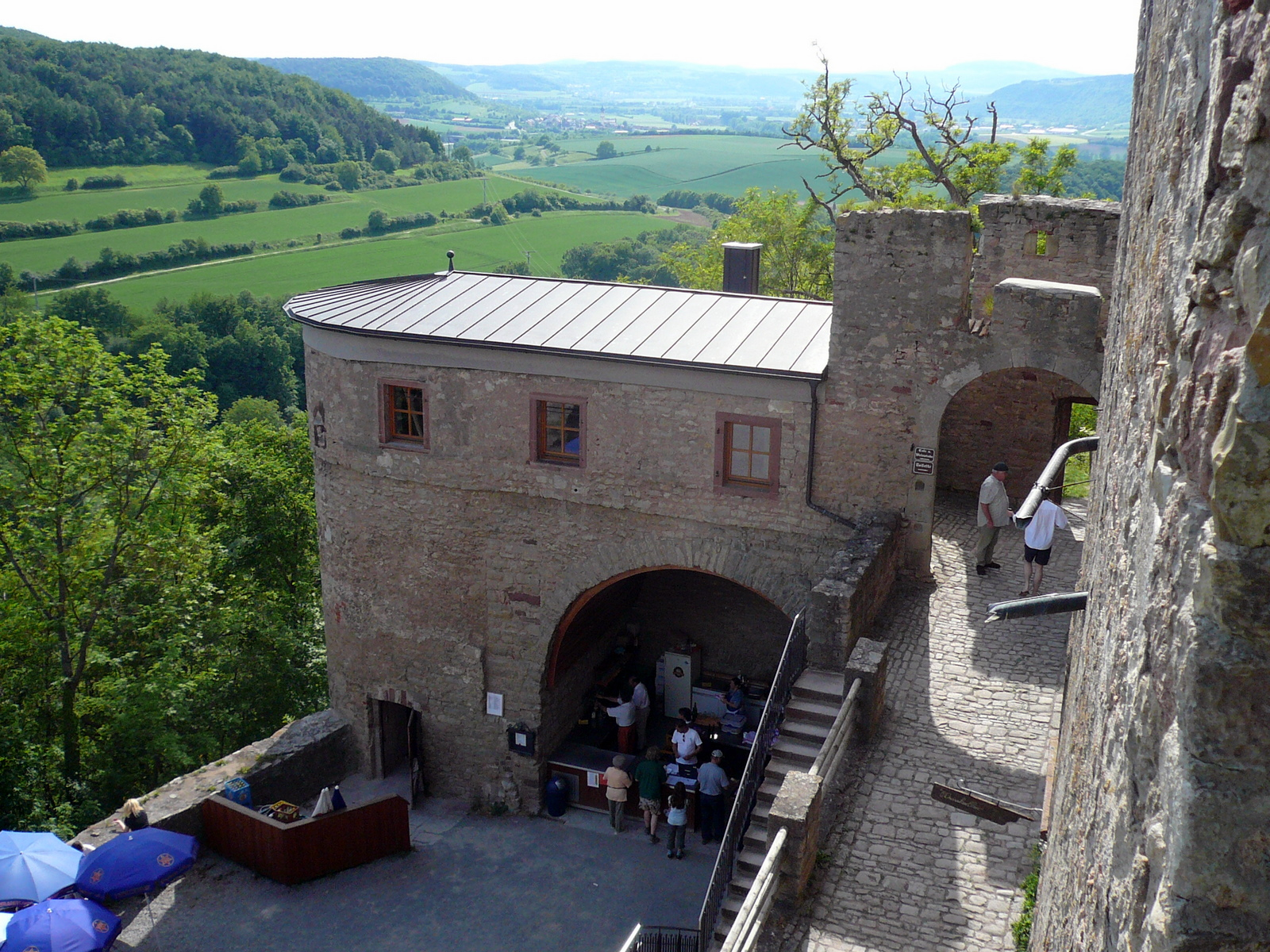
Veduta sulla Trimburg nella valle della Saale di Franconia

Nella valle della Saale di Franconia vi sono numerose rocche e castelli:
- Salzburg presso Bad Neustadt
- Ruine Steineck presso Roth an der Saale
- Castello di Aschach ad Aschach
- Rovine della Rocca di Botenlauben presso Bad Kissingen
- Eiringsburg presso Bad Kissingen
- La Ruine Aura al di sopra di Aura an der Saale
- La Trimburg al di sopra di Trimberg
- Il Rote Schloss in Hammelburg
- Schloss Saaleck al di sopra di Hammelburg
- Castello di Arnstein presso Morlesau
- Rocca di Kilianstein sul Sodenberg
- Castello diThüngen in Wolfsmünster
- La Scherenburg a Gemünden

## Ponti sulla Saale

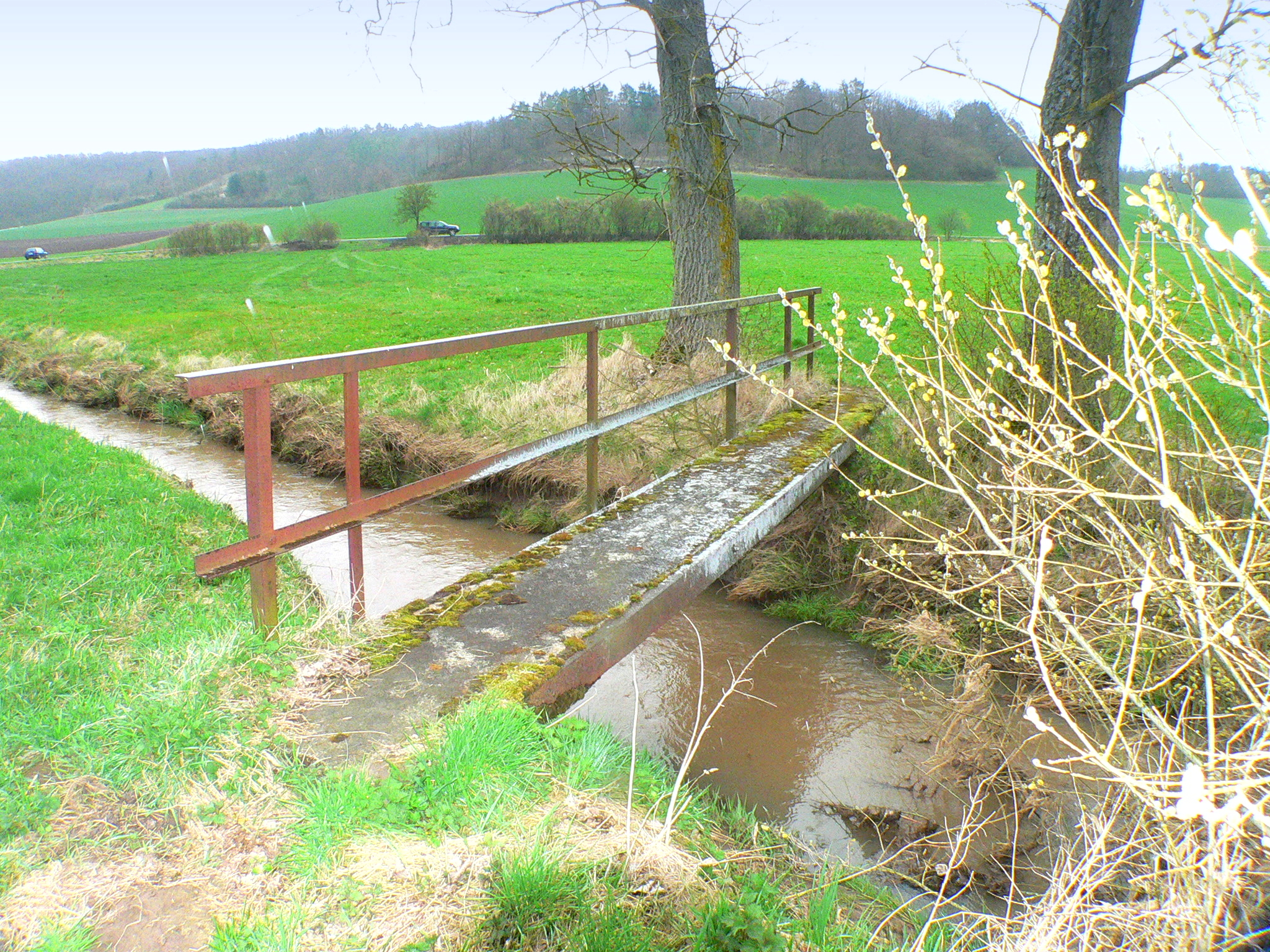
Ponte pedonale presso Untereßfeld

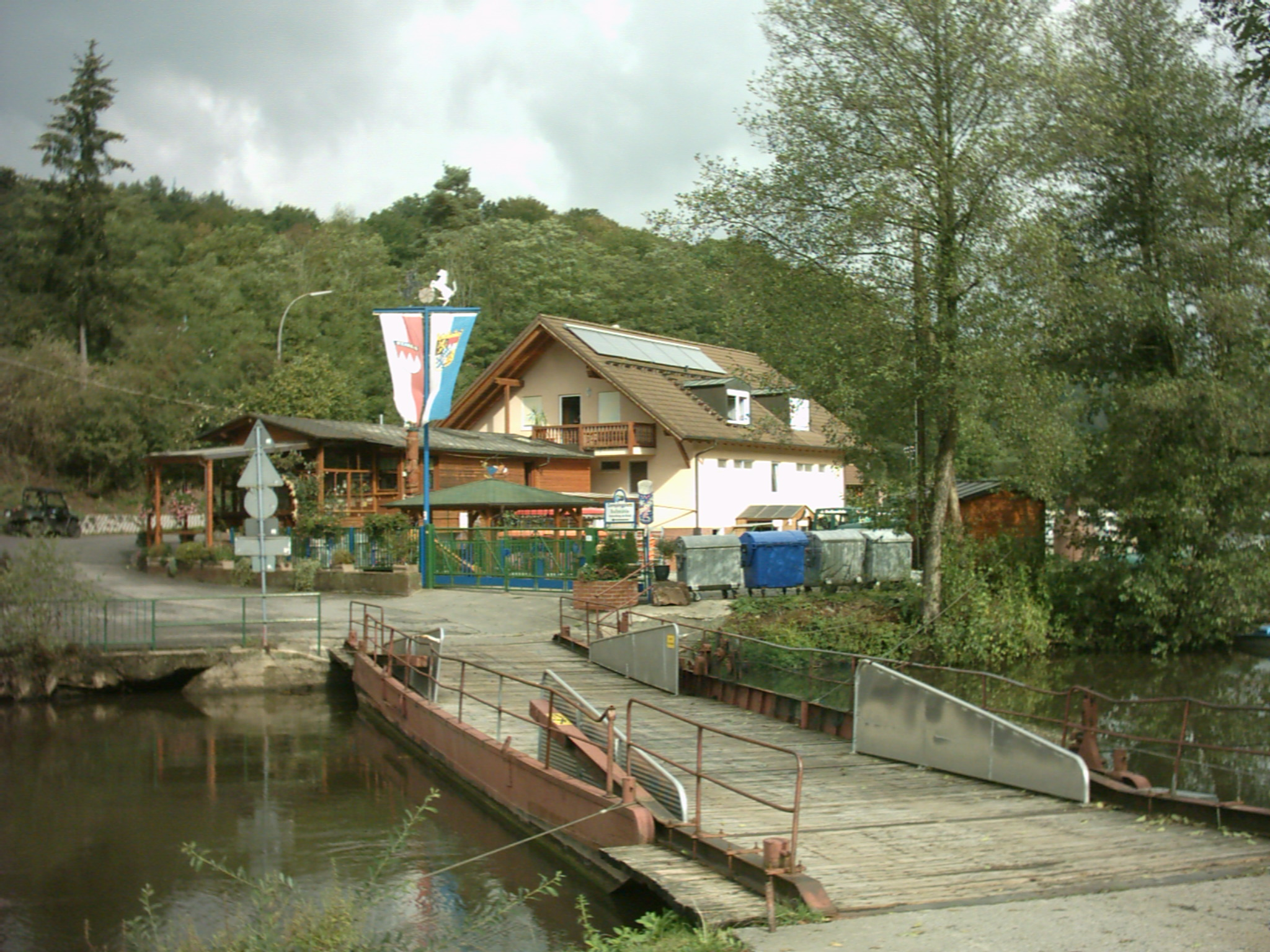
Schwimmbrücke a Roßmühle

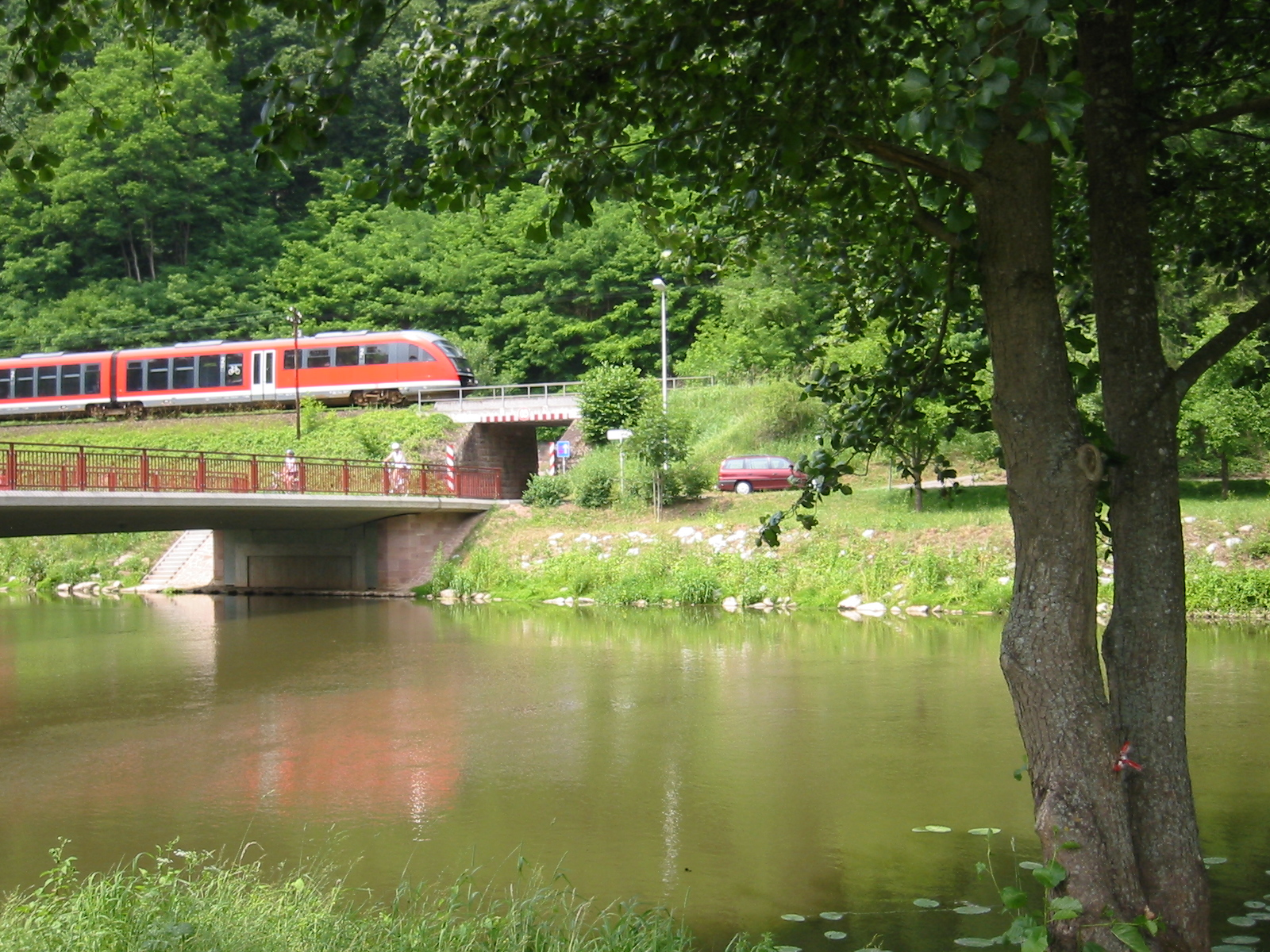
Ponte presso Michelau

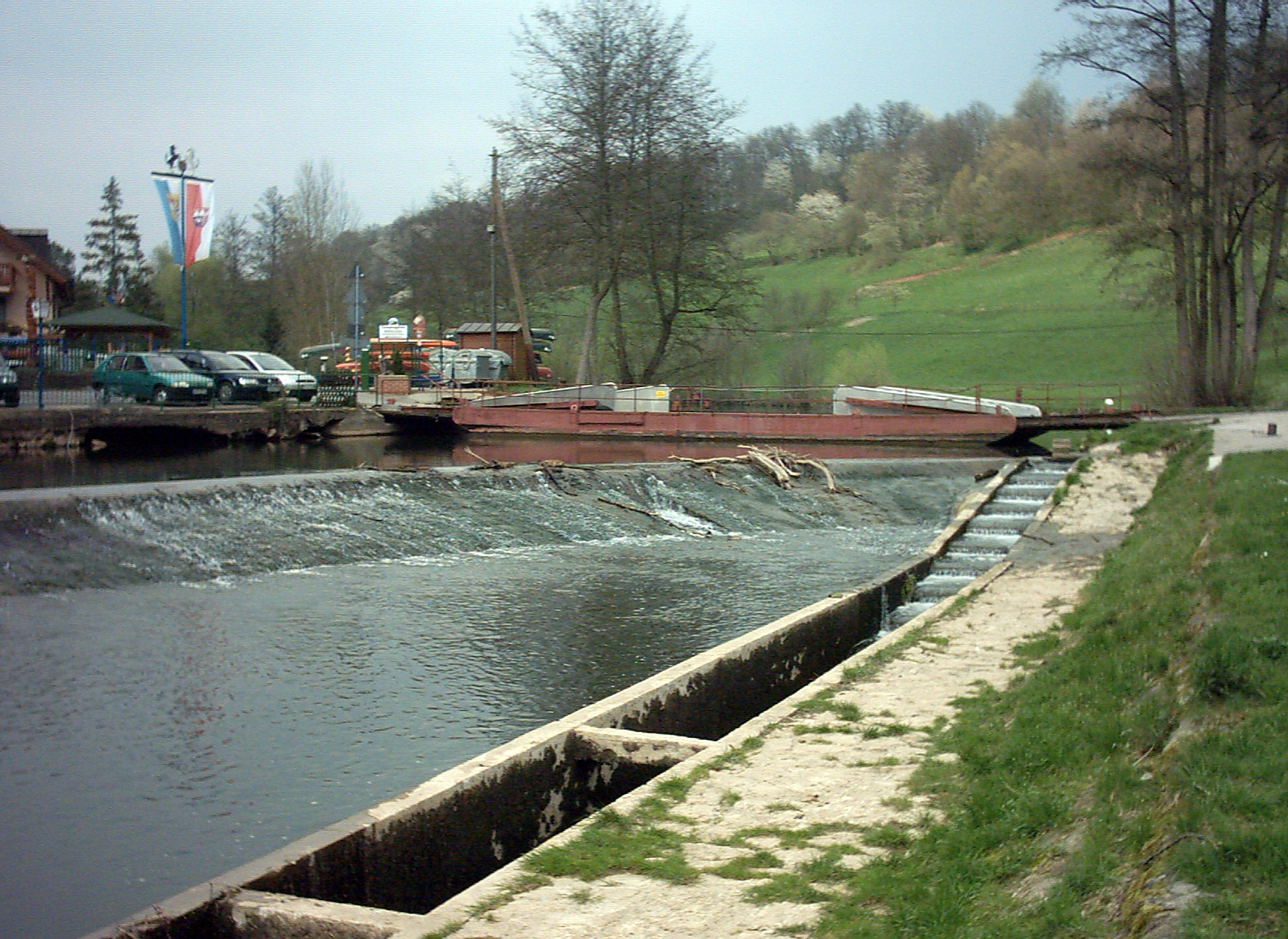
Sbarramento a Roßmühle

Gli attraversamenti più importanti sono:
- al km 108,3 ponte dell'autostrada A 71 presso Hollstadt
- al km 108,0 ponte stradale della Bundesstraße 279 presso Hollstadt
- al km 99,8 ponte ferroviario del tratto principale Schweinfurt – Schmalkalden
- al km 96,5 ponte stradale della Bundesstraße 19 presso Bad Neustadt
- al km 60,4 ponte stradale in Bad Kissingen
- al km 51,5 due ponti stradali presso Euerdorf
- al km 48,0 ponte stradale in Aura, Groß- e Klein-Aura unite
- al km 44,2 ponte ferroviario della Saaletalbahn presso Trimberg
- al km 41,5 ponte stradale all'estremità est di Elfershausen
- al km 41,0 ponte dell'autostrada A 7 Kassel-Würzburg
- al km 32,8 ponte stradale della Bundesstraße 287 in Hammelburg-Fuchsstadt
- al km 29,8 ponte stradale della Umgehung Hammelburg
- al km 26,4 ponte stradale ad Hammelburg
- al km 20,0 ponte stradale a Morlesau
- al km 17,1 pontone Roßmühle presso Weickersgrüben
- al km 15,0 ponte stradale a Michelau
- al km 9,8 ponte stradale presso Schonderfeld
- al km 7,9 storico ponte stradale a Wolfsmünster
- al km 4,0 ponte pedonale presso l'Abbazia di Schönau
- al km 0,6 due ponti stradali a Gemünden
- al km 0,1 ponte ferroviario della Main-Spessart-Bahn Würzburg-Francoforte sul Meno a Gemünden

## Sbarramenti
Lungo il corso della Saale di Franconia si trovano numerosi sbarramenti, originariamente eretti per alimentare mulini ad acqua, oggi in parte utilizzati per il controllo della corrente del fiume  (tutti sono dotati di passaggio per pesci):
- al km 58,5 sbarramento di Bad Kissingen
- al km 50,5 sbarramento di Karwinkelsmühle
- al km 48,0 due sbarramenti presso Aura
- al km 43,8 sbarramento presso Trimberg
- al km 41,9 sbarramento di Saalemühle presso Elfershausen
- al km 38,5 sbarramento presso Langendorf
- al km 37,7 sbarramento presso Westheim
- al km 36,8 sbarramento di Fuchsstätter Mühlen
- al km 29,1 sbarramento di Herrenmühle Hammelburg
- al km 28,1 sbarramento, ex opera dell'Abbazia di Altstadt ad Hammelburg
- al km 27,6 sbarramento del Castello di Saaleck
- al km 24,1 sbarramento di Rödermühle
- al km 22,5 sbarramento di Neumühle
- al km 17,0 sbarramento di Roßmühle
- al km 7,7 sbarramento di Wolfsmünster
- al km 4,0 sbarramento dell'Abbazia di Schönau
- al km 1,5 sbarramento di Gemünden (crollato)